# Catharsius satyrus
Catharsius satyrus là một loài bọ cánh cứng trong họ Bọ hung (Scarabaeidae).